# Die Weltgeschichte ist das Weltgericht
Die Weltgeschichte ist das Weltgericht ist ein Vers aus Friedrich Schillers Gedicht „Resignation“ (1784 oder 1785). Der Satz „kann sowohl in einem anti-eschatologischen wie in einem ethischen Sinne interpretiert bzw. weitergedacht werden. Für beide Deutungen wesentlich ist, dass Gott in diesem andauernden Gericht der eigentliche geschichtliche Agens ist, dessen Bestimmungen von den Menschen ausgeführt werden.“